# Giovane Lituania
Giovane Lituania (in lituano: Jaunoji Lietuva - JL) è un partito politico lituano di orientamento nazionalista fondato nel 1988 da Stanislovas Buškevičius; inizialmente designato come Unione dei Giovani Nazionalisti Lituani (Lietuvos Tautinio Jaunimo Sąjunga), ha assunto l'odierna denominazione nel 1989.
Si costituì essenzialmente con l'obiettivo di ottenere l'indipendenza della Lituania dall'Unione Sovietica.

## Storia
Il partito si presenta per la prima volta alle elezioni parlamentari del 1992, in cui concorre con l'Unione dei Democratici Cristiani (KDS). L'alleanza consegue il 3,6% dei voti e un seggio, ottenuto nel collegio di Marijampolė con l'elezione di Kazys Bobelys, leader del KDS.
Alle successive parlamentari del 1996, JL raggiunge il 4,0% dei voti: il leader del partito, Buškevičius, è eletto al secondo turno nel collegio uninominale di Kalniečiai. Alle elezioni parlamentari del 2000 il partito si ferma all'1,2%, pur mantenendo la propria rappresentanza.
In occasione delle elezioni parlamentari del 2004, il partito sostiene l'Unione Sociale dei Conservatori Cristiani, nelle cui liste viene candidato, senza successo, lo stesso Buškevičius; nei collegi uninominali, costituisce la formazione Unione di Giovane Lituania e dei Nuovi Nazionalisti, non ottenendo alcun seggio (nel suo collegio, Buškevičius riceve il 10% dei voti e non viene eletto, giungendo al quarto posto).
Giovane Lituania si conferma come partito extra-parlamentare alle successive elezioni parlamentari del 2008, in occasione delle quali ottiene l'1,8%.

## Risultati elettorali
| Elezione          | Voti   | %    | Seggi   |
| ----------------- | ------ | ---- | ------- |
| Parlamentari 1992 | 66.027 | 3,55 | 1 / 141 |
| Parlamentari 1996 | 52.423 | 4,01 | 1 / 141 |
| Parlamentari 2000 | 16.941 | 1,15 | 1 / 141 |
| Parlamentari 2004 | N.D.   | N.D. | 0 / 141 |
| Parlamentari 2008 | 21.589 | 1,75 | 0 / 141 |
| Parlamentari 2012 | 8.632  | 0,66 | 0 / 141 |
| Parlamentari 2016 | 6.867  | 0,56 | 0 / 141 |
| 1. 2. 3.          |        |      |         |